# أفتاب شيفداساني
أفتاب شيفداساني هو ممثل هندي بريطاني ولد بمدينة مومباي بولاية ماهاراشترا بالهند في (25/6/1978)

## النشأة والخلفية الاجتماعية
ولد أفتاب شيفداساني في مدينة مومباي بولاية ماهاراشترا بالهند، تعلم في مدرسة القديس زافير الثانوية، وهي حصن يوجد في لوكامانيا تيلاك ميرج بولاية مومباي بالهند، ثم تخرج من كلية (H. R.College of Commerce) في الولاية نفسها.عاش افتاب ظروف صعبة في المدرسة حيث أنه كان يتعرض لتحرشات جنسية غير أخلاقية إلى أن وصل في العمر الخامسة عشر واستطاع التخلص ممن كان يتحرشون به.
لوالدي أفتاب شيفداساني خلفيتان دينيتان مختلفتان؛ فوالده بريم شيفداساني يعتنق الديانة الهندوسية، بينما تنتمي أمه البريطانية إلى الديانة المسيحية ولأفتاب أخت كبرى وتدعى أفسانا شيفداساني. انفصلا والدا أفتاب عندما كان عمره ثماني سنوات لكنه بقي مع أمه ولم يلتقي بعد ذلك والده ويعتقد بأن هذا هو السبب بتغيير ديانته من الهندوسية لى الديانة المسيحية .وقال"كانت امي محقة في كل شيء وهي أم رائعة وبفضلها أنا الآن ممثل"

## الحياة المهنية
بدأ أفتاب مشواره الفني عندما كان عمره 14 عاما، فقد اختير ليقوم بدور فاركس بابي (Farex baby) علامة تجارية لأطعمة الأطفال، ومثلت هذه البداية نقطة انطلاق للعديد من الإعلانات التلفزيونية.
عرفت نجومية الطفل أفتاب منذ نهاية الثمانينيات ومطلع التسعينات. وقد ظهر لأول مرة في أفلام بوليود كطفل في فيلم (MrIndia)، ثم توالى ظهوره في أفلام: (Shahenshah) و(Chaalbaaz) و(Insaniyat).
ثم قام بدور الأخ الأصغر لسرديف [ممثلة هندية] في فيلم (Chaalbaaz) الذي اشتهر كممثل بسببه، وحقق نجاحا ساحقا مع ممثلة بوليود الفاتنة.
تابع أفتاب أداء الإعلانات حتى صار عمره 19 عاما، لينطلق أخيرا بلعب دور رئيسي، وقد حصل على هذا الدور له في بوليود في فيلم (Mast) للمخرج رام جوبال، وقام بالتمثيل أمام الممثلة أرميلا ماتوندكار. وقد وقّع أفتاب عقد هذا الفيلم بينما كان طالبا في (H.R. College) في مومباي. 
ومع ذلك فقد جاءت إيرادات الفيلم بمثابة كارثة، وقلل النقاد من شأن أفتاب؛ وذلك بكونه ما زال صغيرا جدا للظهور على الشاشة ليلعب مثل هذا الدور الرئيسي، غير أنه مالبث أن فاز بجائزتين عن الفيلم من مجلة فيلم فار عام 2000 لأفضل ظهور لأول مرة؛ وذلك لأدائه المتميز، كما فاز أفتاب بجائزة أفضل قادم جديد لأدائه في أول مرة.
وبعد توقف استمر عامين تقريبا عاد أفتاب أكثر نضجا من خلال فيلم (Kasoor)و ترشح مرتان عن الفيلم كأفضل ممثل شرير وفاز بجائزة واحدة عن الفيلم وقد كان من إخراج فيكرام بهات. كلا من فيلمي (Kasoor) و(Love Ke Liye Kuch Bhi Karega) عام 2001 والذين أثبتا أنهما نقطة تحول في مجال أفتاب؛ حيث ساعداه في النهاية على أن يصبح من ممثلي بوليود.
استطاع أفتاب أن يجعل له موطئ قدم في صناعة السينما الهندية (بوليود)؛ حيث أضاف العديد من الأفلام إلى رصيده، مثل: (Love Ke Liye Kuch Bhi Karega)، عام 2001، و(Awara Paagal Deewana) عام 2002، وفيلمي (Darna Mana Hai) و(Hungama) عام 2003، و(Masti) عام 2004، و(Koi Aap Sa) عام 2005.
ومنذ ذلك الحين كانت أعماله محل استعراض كبير من المشجعين، وكذلك النقاد، وإن كان العديد من أفلامه فشلت في تحقيق إيرادات جيدة.

## الحياة الشخصية
ارتبط أفتاب عاطفيا مع عائشة ديول، وشاميتا شيتي، على الرغم من أنه لم يتحدث إلى وسائل الإعلام عن علاقاته، وقد ارتبط مع يانا جوبتا حتى مايو عام 2007.
ويعتقد الآن أنه على علاقة مع آمنة شريف ولكنة انفصل عنها، وفي 11 يونيو 2014 تزوج من صديقته نين دوسانج في حفل عائلي.

## الجوائز والترشيحات
- فاز بجائزة مجلة فيلم فار لأحسن ظهور لأول مرة، عام 2000 عن فيلم (Mast).
- فاز بجائزة مجلة فيلم فار أيضا كأحسن وجه واعد جديد (للذكور) عام 2000، عن فيلم (Mast).
- فاز بجائزة مهرجان زي ساين (Best Villain) عام 2002، عن فيلم (Kasoor).
- فاز بجائزة (Nation Honor) عام 2002، عن فيلم (Kya Yehi Pyaar Hai).
- فاز بجائزة راجيف غاندي عام 2003.
- فاز بجائزة اختيار الجمهور عام 2006، للأكثر وسامة.

## قائمة أفلامه
- فيلم ( 1920 evil rutern)عام2012,قام بدور جافيد فيرما
- فيلم (players)عام 2012, راج
- فيلم (Bin Bulaye Baraati ) عام 2011،قام بدور أد
- فيلم (aao wish karein)، عام 2009،وقام بدور ميكي
- فيلم (Acid Factory)، عام 2009، (تصوير).
- فيلم (Daddy Cool)، عام 2009، وقام فيه بدور مايكل.
- فيلم (Kambakth Ishq)، عام 2009، وقام بدور لاكي شيرجل.
- فيلم (Aloo Chaat)، عام 2009وقام بدور نيخيل.
- فيلم (Money Hai Toh Honey Hai)، عام 2008 وقام بدور جوراف نيجي.
- فيلم (De Taali)، عام 2008 وقام بدور أفيشك/ أفي.
- فيلم (Dus Kahaniyaan)، عام 2007،Aman (segment \"Lovedale\").
- فيلم (Om Shanti Om)، عام 2007، ظهور خاص في أغنية (Deewangi Deewangi ).
- فيلم (Speed)، عام 2007، وقام بدور كبير خان.
- فيلم (Life Mein Kabhie Kabhiee)، عام 2007، وقام بدور مانيش جوبتا.
- فيلم (Red): الجانب المظلم، عام 2007، وقام بدور نيل أوبروي.
- فيلم (Nishabd)، وقام بدور ريشي.
- فيلم (Jaane Hoga Kya)، عام 2006 وقام بدور سيدهارث سارديساي/ كلون.
- فيلم (Darwaza Bandh Rakho)، عام 2006، وقام بدور أجاي.
- فيلم (Ankahee)، عام 2006، وقام بدور دكتور/ شيكار ساكسينا (أفتاب سيفداساني).
- فيلم (Shaadi Se Pehle)، عام 2006، وقام بدور روهيت كوبرا.
- فيلم (Mr Ya Miss)، عام 2005، وقام بدور سانجاي باتيل.
- فيلم (Deewane Huye Paagal)، عام 2005، وقام بدور راج سينها.
- فيلم (Koi Aap Sa)، عام 2005، وقام بدور روهان.
- فيلم (Shukriya: Till Death Do Us Apart)، عام 2004، وقام بدور ريكي/روهان فيرما.
- فيلم (Masti)، عام 2004، وقام بدور بريم.
- فيلم (Muskaan)، عام 2004، وقام بدور سمير أوبروي.
- فيلم (Suno Sasurjee)، عام 2004، وقام بدور (Raj K. Saxena).
- فيلم (Footpath)، عام 2003، وقام بدور أرجون سينك.
- فيلم (Hungama)، عام 2003، وقام بدور نادو.
- فيلم (Darna Mana Hai)، عام 2003، وقام بدور بيوراب.
- فيلم (Pyaasa)، عام 2002، وقام بدور سوراج ثاكور.
- فيلم (Jaani Dushman: Ek Anokhi Kahani)، عام 2002، وقام بدور بريم سريفاستاف.
- فيلم (Awara Paagal Deewana)، عام 2002، وقام بدور دكتور/ أنمول أكاريا.
- فيلم (Kya Yehi Pyaar Hai)، عام 2002، وقام بدور راؤول تيواري.
- فيلم (Koi Mere Dil Se Poochhe)، عام 2002وقام بدور أمان بيوري.
- فيلم (Pyaar Ishq Aur Mohabbat)، عام 2001، وقام بدور تاج بارادواي.
- فيلم (Love Ke Liye Kuch Bhi Karega)، عام 2001، وقام بدور هاريلال (هاري).
- فيلم (Kasoor)، عام 2001، وقام بدور شيكار ساكسينا.
- فيلم (Mast)، عام 1999، وقام بدور كريشناكانت ماثور (كيتو).
- فيلم (Insaniyat)، عام 1994، وقام بدور يونج أمار.
- فيلم (C.I.D.) عام 1990، وقام بدور مستر أفتاب، صني.
- فيلم (ChaalBaaz)، عام 1989، وقام بدور مستر أفتاب، راجو.
- فيلم (Shahenshah)، عام 1988، وقام بدور مستر أفتاب شيفداساني، يونج فيجاي.
- فيلم (Mr. India)، عام 1987، وقام بدور جوجال (أورفان).

## وصلات خارجية
- أفتاب شيفداساني على موقع IMDb (الإنجليزية)
- أفتاب شيفداساني على موقع ألو سيني (الفرنسية)
- أفتاب شيفداساني على موقع أول موفي (الإنجليزية)
- أفتاب شيفداساني على موقع قاعدة بيانات الفيلم (الإنجليزية)
- أفتاب شيفداساني على موقع كينوبويسك (الروسية)